# Dipendra

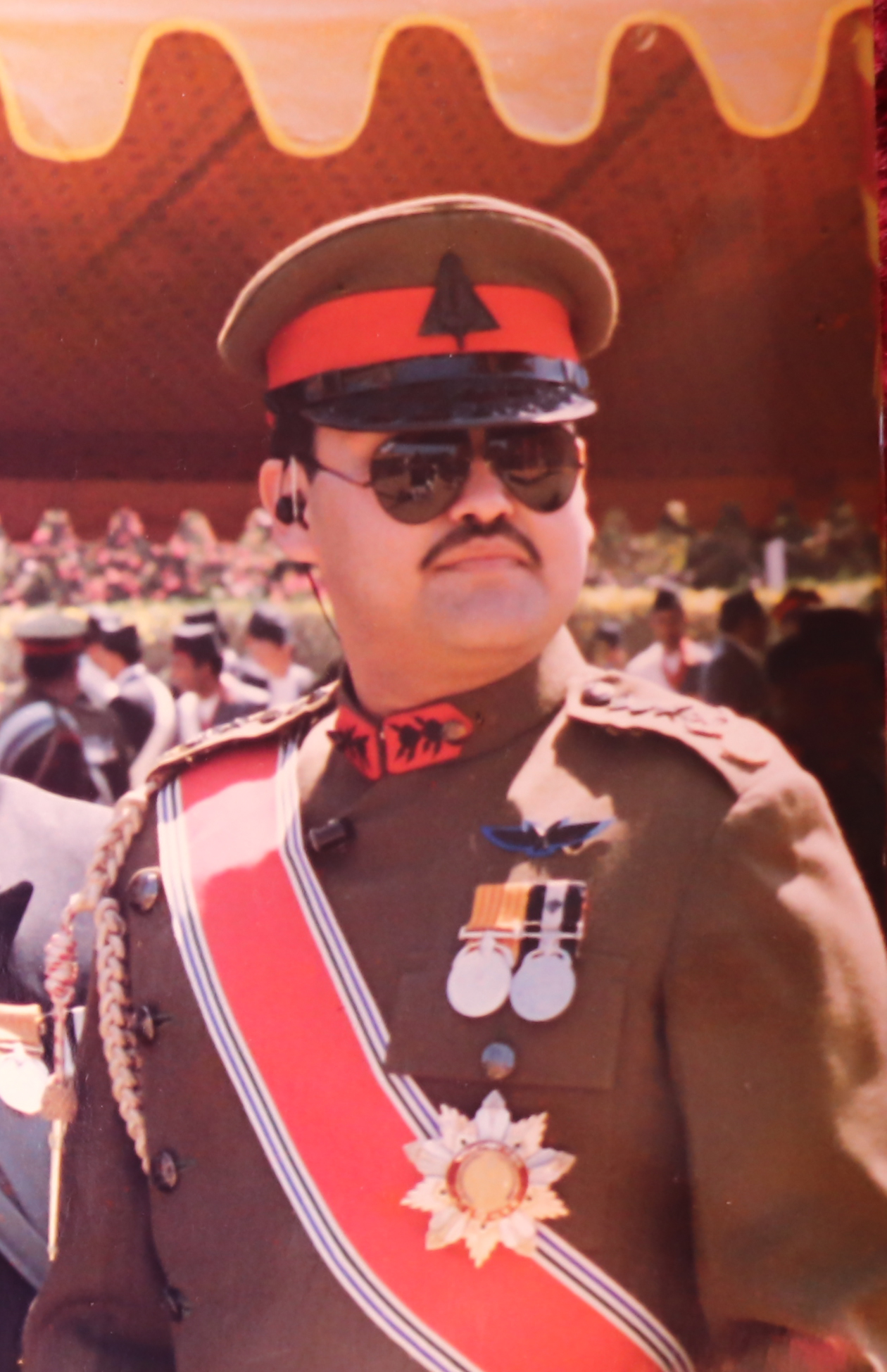
Dipendra Bir Bikram Shah Dev als Kronprinz

Dipendra Bir Bikram Shah Dev (Nepali दीपेन्द्र वीर विक्रम शाह; * 27. Juni 1971; † 4. Juni 2001 in Kathmandu) war zwischen dem 2. Juni und 4. Juni 2001 König von Nepal.
Dipendra kam als Sohn des Kronprinzen und späteren Königs Birendra sowie der Kronprinzessin und späteren Königin Aishwarya zur Welt. Im Jahre 1972, nach dem Tod seines Großvaters Mahendra und der Thronbesteigung seines Vaters Birendra, wurde Prinz Dipendra zum Kronprinzen ernannt. Er besuchte von 1987 bis 1990 das Eton College in England. Anschließend studierte er unter anderem an der Tribhuvan University. In seiner militärischen Laufbahn in der Königlich Nepalesischen Armee wurde er bis zum Oberst befördert.
Am 1. Juni 2001 tötete Kronprinz Dipendra nahezu die gesamte nepalesische Königsfamilie in einem Massenmord durch Schüsse. In der Bevölkerung bestehen aber Zweifel, ob sich die Tat wie im offiziellen Untersuchungsbericht dargestellt zugetragen hat.
Dipendra starb drei Tage nach dem Massenmord durch die Folgen eines Kopfschusses, den er sich unmittelbar nach der Tat selbst zufügte. Bis dahin lag er im Koma, galt während dieser Zeit aber als offizielles Staatsoberhaupt.